# Tina Vallès i López
Tina Vallès i López (Barcelona, 15 de juny de 1976) és una escriptora, correctora i traductora catalana.

## Biografia
Es va llicenciar en Filologia Catalana a la Universitat de Barcelona l'any 1999. Ha treballat de correctora per a les principals editorials del país, com també per a empreses del sector del disseny i la publicitat. Ha traduït del castellà al català diverses obres, entre les quals: Francesc Boix, el fotògraf de Mauthausen, de Benito Bermejo (2002); Biografia del silenci, de Pablo d'Ors; Un armari ple d'ombra, d'Antonio Gamoneda; Rodoreda: exili i desig, de Mercè Ibarz (2008), o Catalunya serà impura o no serà, de Lluís Cabrera (2010), com també els àlbums de Mortadel·lo i Filemó. Ha escrit diversos llibres de narrativa, entre els quals El parèntesi més llarg, amb què va guanyar el Premi Mercè Rodoreda.
Com a bloguera, és autora dels blogs L'aeroplà del Raval (2003-2007) i Ganxet sota les pedres (2009-2012). És coeditora de la revista digital Paper de Vidre des del 2006 i membre fundadora de l'Associació Professional de Traductors i Intèrprets de Catalunya. El 2017 va guanyar el Premi Anagrama de novel·la amb La memòria de l'arbre, llibre que s'ha traduït a 19 idiomes: castellà, italià, francès, portuguès, gallec, turc, àrab, alemany, polonès, lituà, brasiler, eslovè, rus, coreà i txec. Escriu articles a Vilaweb i és una de les responsables del pòdcast Poc cas, sobre literatura infantil i juvenil.

## Títols publicats
- L'aeroplà del Raval. Barcelona: LaBreu (2006). Narrativa
- El caganer més divertit de Nadal en 3D. Barcelona: Estrella Polar (2011). Narrativa infantil
- Petita història: Palau Güell. Barcelona: Mediterrània (2011). Narrativa infantil
- Maic. Barcelona: Baula (2011). Narrativa[8]
- Un altre got d'absenta. Barcelona: LaBreu (2012). Narrativa[9]
- El parèntesi més llarg. Barcelona: Proa (2013). Narrativa[10][11][12]
- La cigala i la formiga. Barcelona: Estrella Polar (2016). Narrativa infantil
- La llebre i la tortuga. Barcelona: Estrella Polar (2016). Narrativa infantil
- Bocabava. Il·lustracions de Gabriel Salvadó. Barcelona: Fragmenta (2016). Narrativa infantil[13] ISBN 978-84-15518-39-6.
- Totes les pors. Barcelona: La Galera (2016). Narrativa infantil
- La marieta sense taques. Barcelona: Bambú (2017). Narrativa infantil
- La memòria de l'arbre. Barcelona: Anagrama (2017). Narrativa
- Crec. Amb il·lustracions d'Alicia Baladan. Barcelona: Kireei (2017). Narrativa infantil[14]
- Erra. Barcelona: Comanegra (2018). Narrativa infantil
- Els pòstits del senyor Nohisoc. Il·lustracions de Christian Inaraja. La Galera (2021). Narrativa infantil.
- El senyor Palomar a Barcelona. Barcelona: Anagrama (2021). Novel·la
- Mira. Il·lustracions de Mercè Galí. Barcelona: Animallibres (2021). Novel·la infantil
- La primera ostra. Barcelona: Babulinka (2023). Narrativa infantil
- Sant Jordi de cap per avall. Barcelona: Comanegra (2024). Narrativa infantil
- Maic. Barcelona: Anagrama (2025). Narrativa
- Cartes imprevistes: Animallibres (2025). Narrativa infantil

## Obres traduïdes
- Bocababa. Trad. Rita Custódio e Àlex Tarradellas (portuguès) i Isabel Llasat (castellà). Fragmenta (2016)
- La memoria del árbol. Trad. Carlos Mayor. Barcelona: Anagrama (2017)[15]
- El paréntesis más largo. Trad. Gonzalo Torné. Batcelona: Godall (2017)
- Crac. Trad. Carlos Mayor. Barcelona: Kireei (2017)
- Erre. Trad. Carlos Mayor. Barcelona: Comanegra (2018)
- La memoria dell'albero (2018)[16]
- A Memória da Árvore (2018)[17]
- La mémoire de l'arbre. Trad. Juliette Lemerle (2019)[18]
- A memoria da árbore. Trad. Xavier Rodríguez Baixeras. Kalandraka (2019)[19]
- Ağacın Hafızası. Trad. Emrah İmre. Can Çocuk (2019). 17 edicions
- Bay Evdeyokumun Post-itleri. Trad. Emrah İmre. Can Çocuk (2024). 5 edicions

## Premis i reconeixements
- Premi Mercè Rodoreda de narrativa per El parèntesi més llarg (2012)
- Premi Anagrama de novel·la per La memòria de l'arbre (2017)[7]
- Premi de Narrativa Maria Àngels Anglada per La memòria de l'arbre (2018)[20]
- Premi Jean Monnet des Jeunes Européens per la versió francesa de La memòria de l'arbre, traduïda per Juliette Lemerle i publicada per l'editorial Philippe Rey (2020)[21]
- Premi Folch i Torres per Els pòstits del senyor Nohisoc (2020)[22][23]
- Selecció White Ravens per Mira (2022)